# 徽章戰士
《徽章戰士》是Imagineer推出的遊戲，1997年由Imagineer和Natsume共同發佈，並有漫畫、動畫和模型等衍生作品。漫畫由掘摩麟繪畫。
電視動畫於1999年7月2日至6月30日在東京電視台播放出，共52集。

## 故事簡介
領一簣是一個小學四年級的學生，所就讀的小學中每個人都至少有買一個徽章戰士，一簣卻因為媽媽堅持他得自己存零用錢才能買玩具，遭到眾人的嘲笑。
有一天一簣在無意之間撿到了一個徽章之後，便從此開啟了不同的生活，它利用這片徽章和低價買下來的最舊型的徽章戰士模型，開始了對抗仗勢欺人的惡徒…

## 登場角色
天領伊健（聲：（日本），袁淑珍（香港））
馬達比（聲：竹内順子（日本），黃鳳英（香港））
甘酒愛麗佳（聲：仙台惠理（日本），林元春（香港））
天領（聲：冨田昌則（日本））
天領千鳥（聲：鈴木真仁（日本），蔡惠萍（香港））

## 電視動畫

### 主題曲
徽章戰士
片頭曲
填詞、作曲、編曲：名古屋司，主唱：竹内順子
片尾曲
填詞：川菜翠，作曲：川菜翠、名古屋司，編曲：名古屋司，主唱：仙台惠理
粵語片頭曲《最強徽章》
作曲：名古屋司，填詞：陳少琪，主唱：余文樂
徽章戰士魂
片頭曲「SUPER GUYS!」
填詞：松葉美保，作曲、主唱：中村裕介，編曲：飯塚昌明
片尾曲
填詞：木本慶子，作曲、主唱：貝田由里子，編曲：今泉洋

## 外部連結
- （日語）徽章戰士社 （页面存档备份，存于）